# قائمة الصواريخ
وفيما يلي قائمة الصواريخ، مرتبة أبجديا حسب الاسم.

## قوائم صواريخ أخرى
أنواع الصواريخ:
- الصواريخ الموجهة التقليدية
  - صاروخ جو-جو
  - صاروخ جو-أرض
  - صواريخ مضادة للصواريخ الباليستية
  - سلاح مضاد للأقمار الصناعية
  - صاروخ مضاد للسفن
  - صاروخ مضاد للغواصات
  - صاروخ موجه مضاد للدروع
  - صاروخ هجوم بري
  - صاروخ أرض-جو (قائمة صواريخ أرض-جو)
  - صاروخ أرض-أرض
  - صاروخ موجه سلكيا
- صاروخ جوال
  - صواريخ كروز تطلق من الجو
  - صاروخ كروز يطلق من الأرض
  - Submarine-launched cruise missile
- صاروخ باليستي
  - صاروخ باليستي تكتيكي
  - صاروخ باليستي قصير المدى
  - صاروخ مسرح حرب باليستي
  - صاروخ باليستي متوسط المدى
  - صاروخ باليستي وسيط المدى
  - صاروخ باليستي عابر للقارات (List of ICBMs/Comparison of ICBMs)
  - صاروخ باليستي يطلق من الغواصات
  - صاروخ باليستي يطلق من الجو

## صواريخ حسب الاسم

### A
- A-3
- فاو-2
- A-9
- AA-1 Alkali (لقب تعريف الناتو لـ Kaliningrad K-5)
- فيمبل أر-3 (لقب تعريف الناتو لـ فيمبل أر-3)
- AA-3 Anab (لقب تعريف الناتو لـ Kaliningrad K-8)
- AA-4 Awl (لقب تعريف الناتو لـ Raduga K-9)
- AA-5 Ash (لقب تعريف الناتو لـ Raduga K-80  [لغات أخرى]‏)
- AA-6 Acrid (لقب تعريف الناتو لـ Kaliningrad K-40  [لغات أخرى]‏)
- AA-7 Apex (لقب تعريف الناتو لـ Kaliningrad K-23  [لغات أخرى]‏)
- AA-8 Aphid (لقب تعريف الناتو لـ Kaliningrad K-60  [لغات أخرى]‏)
- AA-9 Amos (لقب تعريف الناتو لـ Vympel R-33)
- آر-27 (صاروخ جو-جو) (لقب تعريف الناتو لـ آر-27 (صاروخ جو-جو))
- AA-11 Archer (لقب تعريف الناتو لـ Vympel R-73)
- ار-77 (لقب تعريف الناتو لـ ار-77)
- AA-13 Arrow (لقب تعريف الناتو لـ Vympel R-37)
- AAM-3 (النوع الياباني 90 صاروخ جو-جو)
- AAM-4 (النوع الياباني 99 صاروخ جو-جو)
- AAM-5 (النوع الياباني 04 صاروخ جو-جو)
- Abdali-I (الباكستاني أرض-أرض صاروخ باليستي قصير المدى)
- ABM-1 Galosh (لقب تعريف الناتو لـ الروسية/الاتحاد السوفيتي، Vympel A-350 أرض-جو صواريخ مضادة للصواريخ الباليستية)
- 53 تي 6 (لقب تعريف الناتو لـ الروسية/الاتحاد السوفيتي A-135 أرض-جو صواريخ مضادة للصواريخ الباليستية)
- ADM-20 Quail
- ADM-141 TALD
- ADM-144
- ADM-160 MALD
- إيه جي إم-12
- إس إس 1.1
- AGM-28 Hound Dog
- إيه جي إم-45 شرايك
- AGM-48 Skybolt
- AGM-53 Condor
- AGM-62 Walleye
- AGM-63
- AGM-64 Hornet
- إيه جي إم-65 مافريك
- AGM-69 SRAM
- AGM-76 Falcon
- إيه جي أم-78 القياسي إيه آر أم
- AGM-79 Blue Eye
- AGM-80 Viper
- AGM-83 Bulldog
- بوينغ هاربون
- AGM-84E SLAM
- إيه جي إم-84 إتش
- إيه جي إم-86
- AGM-87 Focus
- إيه جي إم-88 هارم
- جي بي يو-15
- إيه جي إم-114 هيلفاير
- AGM-119 Penguin (النرويجية-الصنع؛ الصاروخ الوحيد الذي صنع خارج الولايات المتحدة ويعمل في ترسانة الولايات المتحدة)
- AGM-122 Sidearm
- إيه جي إم-123 سكايبر
- AGM-124 Wasp
- AGM-129 ACM
- إيه جي إم-130
- AGM-131 SRAM II
- AGM-136 Tacit Rainbow
- AGM-137 TSSAM
- إيه جي إم-142 هاف ناب الاسم الرمزى لصواريخ الولايات المتحدة المستوردة بوباي
- AGM-153
- إيه جي إم-154
- إيه جي إم-158
- إيه جي إم-159 JASSM
- AGM-169 Joint Common Missile
- Agni I (الهند)
- Agni II (الهند)
- Agni III (الهند)
- Agni IV (الهند)
- Agni V (الهند)
- Agni VI (الهند)
- AIM-4 Falcon
- إيه آي إم-7 سبارو
- إيه آي إم-9 سايدويندر
- AIM-26 Falcon
- AIM-47 Falcon
- إيه آي إم-54 فينكس
- AIM-68 Big Q
- AIM-82
- AIM-97 Seekbat
- AIM-95 Agile
- إيه آي إم-120 أمرام
- إيه آي إم-132 أسرام
- AIM-152 AAAM
- AIR-2 Genie
- Air-Sol Moyenne Portée (ASMP)
- عكاش (صاروخ) (الهند)
- الأرجنتين وأسلحة الدمار الشامل (Spanish for "Scorpion")
- آلارم
- الحسين (صاروخ)
- الصمود 2
- أباتشي
- آرو (صاروخ) (مضادة للصواريخ الباليستية)
- AS-25K (مضاد للسفن)
- AS-20
- AS-30
- AS.34 Kormoran
- ASM-1 (النوع الياباني 80 صاروخ جو إلى السفن)
- ASM-2 (النوع الياباني 93 صاروخ جو إلى السفن)
- أي إس إم-135 أسات
- ASMP
- إيه آي إم-132 أسرام (اسم المشروع لـ إيه آي إم-132 أسرام)
- أستر (عائلة صواريخ)
- Astra Missile
- ATM-1 (النوع الياباني 64 صاروخ مضاد للدروع)
- ATM-2 (النوع الياباني 79 Anti-Landing craft وصاروخ مضاد للدروع)
- ATM-3 (النوع الياباني 87 صاروخ مضاد للدروع)
- ATM-4 (النوع الياباني 96 نظام صواريخ متعدد الأغراض)
- ATM-5 (النوع الياباني 01 صاروخ مضاد للدروع خفيف)
- AUM-N-2 Petrel

### B
- بابر (صاروخ كروز باكستاني)
- المضاد Vickers Vigilant
- Bantam
- Barak 1 naval point defense صاروخ سطح-جو (إسرائيل)
- برق 8 naval area defense صاروخ سطح-جو (إسرائيل)
- ريان فايربي
- بي جي إم-71 تاو
- BGM-75 AICBM
- بي جي إم-109 توماهوك
- BGM-110
- اتش ج -8 (صاروخ موجه مضاد للدروع باكستاني)
- بلاك أرو (المملكة المتحدة)
- Bloodhound (المملكة المتحدة) سطح-جو
- Blowpipe (missile) (المملكة المتحدة) يمكن حمله سطح-جو
- Blue Steel (missile) nuclear stand off missile (المملكة المتحدة)
- Blue Streak (missile) (المملكة المتحدة)
- Bofors Bantam
- Bölkow Bö 810 Cobra
- براهموس (الهند-روسيا؛ أسرع صاروخ كروز في العالم)
- Brakemine (المملكة المتحدة) مشروع الحرب العالمية الثانية
- صاروخ بريمستون (المملكة المتحدة)

### C
- C-602
- C-701
- سي-802
- CA 94
- CA-95
- CGM-16 Atlas
- CGM-121B Seek Spinner
- CIM-10 Bomarc
- Roketsan Cirit(تركيا)
- Cobra
- بدر-2000 (الأرجنتين)
- Contraves-Oerlikon Mosquito
- كروتال (صاروخ) (فرنسا)

### D
- Desna (الاسم الشائع لـ R-9 Desna صاروخ باليستي عابر للقارات)
- رياح الشرق (SS-2) (DF-1)
- رياح الشرق (CSS-1) (DF-2)
- دي إف - 3 أي (صاروخ) (CSS-2) (DF-3)
- Dongfeng 4 (CSS-3) (DF-4)
- دونغفينغ 5 (CSS-4) (DF-5)
- دونغ فنغ - 11 (CSS-7) (DF-11)
- دي إف-15 (CSS-6) (DF-15)
- رياح الشرق (DF-16)
- دي إف-21 (CSS-5) (DF-21)
- Dongfeng 25 (DF-25)
- دي إف-31 (CSS-10) (DF-31)
- دي إف-41 (CSS-X-10) (DF-41)
- Dvina (الاسم الشائع لـ R-12 Dvina صاروخ مسرح حرب باليستي)

### E
- جي بي يو-15
- إلبروس (الاسم الشائع لـ سكود، سكود variant)
- ENTAC (فرنسا)
- Enzian missile
- ERYX (فرنسا)
- هوت (صاروخ) صاروخ مضاد للدروع
- إكزوست (الاسم الشائع لـ إكزوست)

### F
- فاتح 110
- Fireflash
- Firestreak
- إف جي أم-148 جافلن
- في-1، الـ في-1
- FIM-43 Redeye
- ستينغر
- FROG-7

### G
- جبرائيل (صاروخ) (سفينة إلى سفينة وبديل جو-سفينة
- GAF Malkara
- غوري (باكستاني)
- Ghauri-II (باكستاني)
- Ghauri-III (باكستاني)
- Global Rocket 1 fractional orbital bombardment system missile (روسيا؛ الحرب الباردة) (لقب تعريف الناتو SS-X-10 Scrag)
- Gorodomlya G-1 - طور من قبل فريق الألماني في Gorodomlya جزيرة (57°12'0.06"N, 33° 4'0.02"E) in 1948,based on the V-2 with detachable warhead و integral propellant tanks. (a.k.a. R-10).
- Gorodomlya G-1M - The G-1 with a more powerful engine proposed in 1949.
- Gorodomlya G-2 - (a.k.a. R-12) Developed as far as preliminary design the G-2 first stage was to have been powered by a cluster of three engines from the G-1 with a thrust of approx 100tons, the second stage being capable of delivering the warhead 2,000 to 2,500 kilometres. Insurmountable problems with control of the second stage forced abandonment.
- Gorodomlya G-3 - The G-3 project was to have been a two-stage, G-1 derived rocket, with a winged upper stage similar to the A9 developed by Wernher Von Braun's team at بينامونده، for a projected range of 8,000 to 10,000 kilometres
- Gorodomlya G-4 - In April 1949 the Gorodomlya group were given the same requirements as the team at NII-88 (which produced the فيمبل أر-3). The German group designed a 24m (78 ft 9in) tall cone shaped rocket with an empty weight (including a three-ton warhead) of seven tons and a launch weight of 70.85 tons, (a.k.a. R-14).
- Gorodomlya G-5 - Designed in parallel with the G-4, (a.k.a. R-15), another group at Gorodomlya proposed a ramjet powered unmanned bomber boosted by a G-1 or A4 rocket, cruising at 15 كـم (9 ميل) altitude for a range of 3,000 kilometres.
- GR-1 (designation for the Global Rocket 1)
- Green Cheese (missile)
- Green Flash (missile)
- AGM-176 Griffin
- غروم

### H
- صاروخ هادس
- بوينغ هاربون
- Hatf-I
- Hatf-IA
- Hatf-IB
- Hatf-VA
- Hatf-VIII
- Hatf-VIII (Ra'ad)
- HGM-16 Atlas
- Hongqi-1 SAM
- Hongqi-2 SAM
- Hongnu-5 SAM
- Hongqi-7 SAM
- اتش كيو-9 SAM
- Hongqi-10 SAM
- Hongqi-15 SAM
- Hongqi-17 SAM
- Hongqi-18 SAM
- Hongqi-61 SAM
- هوت (صاروخ) (الاسم الشائع لـ هوت (صاروخ) صاروخ مضاد للدروع)
- Hsiung Feng I (HF-1)  [لغات أخرى]‏ (سفينة إلى سفينة)
- Hsiung Feng II (HF-2)  [لغات أخرى]‏ (guided multiplatform antiship)
- Hsiung Feng IIE (HF-2E)  [لغات أخرى]‏ (land attack cruise missile variant of HF-2)
- Hsiung Feng III (HF-3)  [لغات أخرى]‏ (antiship و/أو land attack cruise missile)
- Hyunmoo

### I
- IDAS (missile)
- Ingwe
- صاروخ إيريس - تي

### J
- J-Missile
- Javelin سطح-جو
- صاروخ أريحا (Ground-to-ground ballistic)
- JL-1
- JL-2

### K
- K-4 (SLBM) (الهند)
- K-5 (SLBM)  [لغات أخرى]‏ (الهند)
- K-15 (SLBM)  [لغات أخرى]‏ (الهند)
- Kaliningrad K-5 (AA-1 Alkali)
- Kaliningrad K-8 (AA-3 Anab)
- KAN Little Joe
- Raduga K-9 (AA-4 Awl)
- فيمبل أر-3 (AA-2 Atoll)
- Kaishan-1 SAM
- صاروخ خليج فارس صاروخ باليستي مضاد للسفن
- KN-08
- KN-11

### L
- LAM (Loitering Attack Missile)
- ال جي ام 30 مينتمان
- LFK NG
- تيتان1
- ال جي ام 30 مينتمان
  - ال جي ام 30 مينتمان
  - ال جي ام 30 مينتمان
  - ال جي ام 30 مينتمان
- إل جي إم 118 بيسكيبر
- Lieying-60 SAM
- LIM-49 Spartan  [لغات أخرى]‏
- LIM-99
- LIM-100
- Little Joe (سطح-جو على متن السفن)
- Long March cruise missile

### M
- M1 SLBM (فرنسا) صاروخ باليستي يطلق من الغواصات
- M2 SLBM  [لغات أخرى]‏ (فرنسا)
- M4 SLBM (فرنسا)
- M5 SLBM  [لغات أخرى]‏ (فرنسا)
- M20 SLBM (فرنسا)
- M45 SLBM (فرنسا)
- M51 SLBM (فرنسا)
- أر550 ماجيك (الاسم الشائع لـ أر550 ماجيك)
- Mectron MAA-1 Piranha (صاروخ جو-جو، قصير المدى، موجه بالأشعة تحت الحمراء)
- Malkara (missile) (مشترك أستراليا / بريطانيا)
- MAN-1 (صاروخ مضاد للسفن من صنع (Mectron)، ليس في خدمة بعد)
- Martin Pescador MP-1000 مضاد للسفن ASM (الأرجنتين)
- MAR-1 (صاروخ مضاد للإشعاع من صنع (Mectron)، في الاختبارات)
- Mathogo مضاد للدبابات وتوجيه سلكي (الأرجنتين)
- MBB Cobra  [لغات أخرى]‏
- أباتشي
- MBDA AS-30
- أستر (عائلة صواريخ)
- إكزوست
- ميتور (صاروخ)
- ميتور (صاروخ) (الاسم الشائع لـ ميتور (صاروخ))
- MBDA Scalp EG
- MGM-1 Matador
- MGM-5 Corporal
- MGM-13 Mace
- MGM-18 Lacrosse
- MGM-21
- MGM-29 Sergeant
- إم جي إم-31 بيرشينغ
- MGM-32 ENTAC
- MGM-51 Shillelagh  [لغات أخرى]‏
- ام جي ام-52 لانس
- أإم جي إم-140 أتاكمز
- MGM-134 Midgetman  [لغات أخرى]‏
- MGM-157 EFOGM
- أتاكمز إم جي إم-140
- MGM-166 LOSAT
- أتاكمز إم جي إم-140
- MGR-1 Honest John
- إم بي دي إيه ميكا (اسم المشروع لـ إم بي دي إيه ميكا)
- الصاروخ ميلان
- MIM-3 Nike-Ajax  [لغات أخرى]‏
- MIM-14 Nike-Hercules  [لغات أخرى]‏
- إم آي إم-23 هوك
- MIM-46 Mauler
- شاباريل إم آي إم-72
- إم آي إم-104 باتريوت
- صاروخ رولاند
- MIM-146 ADATS
- MISTRAL
- Mokopa
- Molodets (الاسم الشائع لـ RT-23 Molodets)
- Mosquito
- MR-UR-100 Sotka صاروخ باليستي عابر للقارات (روسيا؛ الحرب الباردة) (لقب تعريف الناتو SS-17 Spanker)
- MX: See إل جي إم 118 بيسكيبر

### N
- ناغ (صاروخ موجه مضاد للدروع هندي)
- Nirbhay (الهند)
- صاروخ الضربة البحرية (NSM)
- Nike
- رودونج-1
- Nord 5203 surface-to-surface missile (SS.10) (فرنسا)
- إس إس 1.1 surface-to-surface / air-to-surface missile (SS.11) (فرنسا)
- Nord SS.10 surface-to-surface missile (فرنسا)
- إس إس 1.1 surface-to-surface / air-to-surface missile (فرنسا)
- Nord SS.12 surface-to-surface missile (فرنسا)
- مخترق التحصينات النووي

### O
- Oka (الاسم الشائع لـ R-400 Oka)
- صاروخ اوتومات

### P
- P-1 missile  [لغات أخرى]‏ (SS-N-1 Scrubber)
- P-700 Granit (SS-N-19 Shipwreck)
- PARS 3 LR  [لغات أخرى]‏
- PAD
- Penguin (U.S. designation: AGM-119)
- Pershing II Weapon System
- PL-9 SAM (PenLung)
- PL-10 (PenLung)
- Polyphem
- بي جي إم-11 ردستون
- PGM-17 Thor
- بي جي إم-19 جوبيتر  [لغات أخرى]‏
- RT-21M Pioner (الاسم الشائع لـ RT-21M Pioner)
- Pluton
- بوباي (Standoff. U.S. designation بوباي. A cruise missile variant purportedly exists as well)
- Prahaar
- Prithvi missile (الهند)
- Prithvi II missile (الهند)
- Prithvi III missile (الهند)
- Pye Python
- بيتون (صاروخ) (popular name for بيتون (صاروخ))

### Q
- صاروخ القسام
- قيام 1 (صاروخ) Iranian surface-to-surface missile.
- QW-1 SAM
- QW-2 SAM

### R
- R-1 صاروخ مسرح حرب باليستي (SS-1 Scunner)
- R-2 صاروخ مسرح حرب باليستي (SS-2 Sibling)
- R-4 missile  [لغات أخرى]‏ (AA-5 Ash)
- R-5 صاروخ مسرح حرب باليستي (SS-3 Shyster)
- آر-7 سيميوركا صاروخ باليستي عابر للقارات (اتحاد الجمهوريات الاشتراكية السوفياتية/روسيا؛ الحرب الباردة) (تسمية الناتو SS-6 Sapwood)
- R-9 Desna صاروخ باليستي عابر للقارات (اتحاد الجمهوريات الاشتراكية السوفياتية/روسيا؛ الحرب الباردة) (تسمية الناتو SS-8 Sasin)
- R-11 Zemlya tactical ballistic missile (اتحاد الجمهوريات الاشتراكية السوفياتية; الحرب الباردة) (تسمية الناتو SS-1b Scud)
- R-12 Dvina صاروخ مسرح حرب باليستي (اتحاد الجمهوريات الاشتراكية السوفياتية; الحرب الباردة) (تسمية الناتو SS-4 Sandal)
- R-13 صاروخ باليستي يطلق من الغواصات (اتحاد الجمهوريات الاشتراكية السوفياتية; الحرب الباردة) (SS-N-4 Sark)
- R-14 Chusovaya صاروخ مسرح حرب باليستي (اتحاد الجمهوريات الاشتراكية السوفياتية; الحرب الباردة) (تسمية الناتو SS-5 Skean)
- R-15 submarine ballistic missile (اتحاد الجمهوريات الاشتراكية السوفياتية; الحرب الباردة)
- R-16 صاروخ باليستي عابر للقارات (اتحاد الجمهوريات الاشتراكية السوفياتية; الحرب الباردة) (تسمية الناتو SS-7 Saddler)
- سكود، البديل للروسي (Scud B)
- R-21 صاروخ باليستي يطلق من الغواصات (اتحاد الجمهوريات الاشتراكية السوفياتية; الحرب الباردة) (SS-N-5 Serb)
- R-23 missile  [لغات أخرى]‏ (AA-7 Apex)
- R-26 صاروخ باليستي عابر للقارات (اتحاد الجمهوريات الاشتراكية السوفياتية; الحرب الباردة) (mistakenly applied تسمية الناتو SS-8 Sasin)
- R-27 صاروخ باليستي يطلق من الغواصات (اتحاد الجمهوريات الاشتراكية السوفياتية; الحرب الباردة) (SS-N-6 Serb)
- آر-27 (صاروخ جو-جو) (AA-10 Alamo)
- R-33 missile (AA-9 Amos)
- R-36 صاروخ باليستي عابر للقارات (اتحاد الجمهوريات الاشتراكية السوفياتية/أوكرانيا) (تسمية الناتو SS-9 Scarp و SS-18 Satan)
- R-39 missile (SS-N-20 Sturgeon)
- R-40 missile  [لغات أخرى]‏ (AA-6 Acrid)
- R-46 orbital launcher وصاروخ باليستي عابر للقارات (روسيا؛ الحرب الباردة)
- R-60 missile  [لغات أخرى]‏ (AA-8 Aphid)
- R-73 missile (AA-11 Archer)
- ار-77 (AA-12 Adder)
- سكود صاروخ مسرح حرب باليستي (اتحاد الجمهوريات الاشتراكية السوفياتية; الحرب الباردة) (تسمية الناتو SS-1c Scud)
- R-400 Oka صاروخ مسرح حرب باليستي (اتحاد الجمهوريات الاشتراكية السوفياتية; الحرب الباردة) (تسمية الناتو SS-23 Spider)
- أر550 ماجيك
- Ra'ad Hataf VIII (صاروخ كروز باكستاني)
- Rapier سطح-جو
- بيتون (صاروخ) (جو-جو)
- ار بي أس-15
- RBS-23
- RBS-70
- RBS-77
- RBS-90
- Red Top  [لغات أخرى]‏ جو-جو
- RGM-6 Regulus  [لغات أخرى]‏
- RGM-15 Regulus II
- RGM-59 Taurus
- آر آي أم -66 القياسي
- RIM-2 Terrier
- سي سبارو RIM-7
- RIM-8 Talos
- RIM-24 Tartar
- RIM-50 Typhon LR  [لغات أخرى]‏
- RIM-55 Typhon MR
- آر آي أم -66 القياسي
- آر آي أم -66 القياسي
- آر آي أم-67 القياسي
- آر آي أم-67 القياسي
- RIM-85
- RIM-101
- RIM-113
- آر أي إم-116 صاروخ ذو هيكل دوار
- آر آي أم-67 القياسي
- ستاندارد ميسايل 3
- آر آي أم-162 إيه أس أس أم
- صاروخ رولاند air defence missile
- توبول إم صاروخ باليستي عابر للقارات (روسيا؛ Modern) [1]
- صاروخ أريحا mobile missile
- صاروخ أريحا IRBM
- شافيت IRBM & SLV
- شافيت ICBM & SLV
- RSC-57
- RSD-58
- RT-1 صاروخ مسرح حرب باليستي (اتحاد الجمهوريات الاشتراكية السوفياتية; الحرب الباردة)
- RT-2 صاروخ باليستي عابر للقارات (روسيا؛ الحرب الباردة) (SS-13 Savage)
- توبول آر إس- 12 إم صاروخ باليستي عابر للقارات (روسيا؛ Modern)(SS-25 Sickle)
- توبول إم صاروخ باليستي عابر للقارات (روسيا؛ Modern) (SS-27)
- RT-15 mobile land launced صاروخ مسرح حرب باليستي (اتحاد الجمهوريات الاشتراكية السوفياتية; الحرب الباردة) (SS-14 Scamp)
- RT-20 صاروخ باليستي عابر للقارات (اتحاد الجمهوريات الاشتراكية السوفياتية; الحرب الباردة) (SS-15 Scrooge)
- RT-21 Temp 2S صاروخ باليستي عابر للقارات (اتحاد الجمهوريات الاشتراكية السوفياتية; الحرب الباردة) (SS-16 Sinner)
- RT-21M Pioner صاروخ مسرح حرب باليستي (اتحاد الجمهوريات الاشتراكية السوفياتية; الحرب الباردة) (SS-20 Saber)
- RT-23 Molodets صاروخ باليستي عابر للقارات (روسيا؛ Modern) (SS-24 Scalpel)
- RT-25 صاروخ مسرح حرب باليستي (اتحاد الجمهوريات الاشتراكية السوفياتية; الحرب الباردة)
- RUM-139 VL-Asroc
- RUR-5 Asroc  [لغات أخرى]‏

### S
- S1 IRBM  [لغات أخرى]‏
- S2 IRBM  [لغات أخرى]‏
- S3 IRBM  [لغات أخرى]‏
- أس-75 دفينا
- سام 3
- 2 كي 11 كروج
- إس - 200 (دفاع جوي)
- سام 6
- ستريلا-2
- 9كيه33 أو أس إيه
- SA-9 Gaskin
- أس - 300
- نظام صواريخ بوك
- أس - 300
- 9كيه35 ستريلا-10
- SA-14 Gremlin
- تور (نظام صاروخي)
- صاروخ إيغلا
- نظام صواريخ بوك
- صاروخ إيغلا
- SA-19 Grisom
- أس - 300
- إس-400 تريومف
- أم-11 شتورم
- ستريلا-2
- السيف المنحني (SS-20) (لقب تعريف الناتو لـ RT-21M Pioner)
- Saddler (SS-7) (لقب تعريف الناتو لـ R-16 rocket)
- Samid
- Saegheh
- Sagarika (صواريخ بالستية تطلق من الغواصات) (Indian صاروخ باليستي)
- سجيل 2 (صاروخ باليستي متوسط المدى) (Iranian صاروخ باليستي)
- Sandal (SS-4) (لقب تعريف الناتو لـ R-12 Dvina)
- آر-7 سيميوركا (آر-7 سيميوركا) (لقب تعريف الناتو لـ آر-7 سيميوركا)
- سارك (SS-N-4) (لقب تعريف الناتو لـ R-13)
- Sasin (SS-8) (لقب تعريف الناتو لـ R-9 Desna, also mistakenly applied to the R-26)
- شيطان (SS-18) (لقب تعريف الناتو لـ R-36M)
- Savage (SS-13) (لقب تعريف الناتو لـ RT-2)
- Scaleboard (SS-12 / SS-22) (لقب تعريف الناتو لـ TR-1 Temp)
- مبضع (SS-24) (لقب تعريف الناتو لـ RT-23 Molodets)
- Scamp (SS-14) (لقب تعريف الناتو لـ RT-15)
- كبش فداء (SS-14) (alternate لقب تعريف الناتو لـ RT-15)
- Scarp (SS-9) (لقب تعريف الناتو لـ R-36)
- Scrag (SS-X-10) (لقب تعريف الناتو لـ Global Rocket 1 وUR-200)
- Scrooge (SS-15) (لقب تعريف الناتو لـ RT-20)
- سكود (سكود/سكود) (لقب تعريف الناتو لـ R-11 Zemlya وسكود family)
- Scunner (سكود) (لقب تعريف الناتو لـ R-1)
- SD-10 (صاروخ جو-جو ما وراء المدى البصري - باكستاني)
- Sea Cat  [لغات أخرى]‏
- Sea Dart  [لغات أخرى]‏
- سي إيغل
- سي سكوا
- Sea Slug  [لغات أخرى]‏ سطح-جو
- Sea Wolf  [لغات أخرى]‏ سطح-جو
- Sego (SS-11) (لقب تعريف الناتو لـ UR-100)
- آر-7 سيميوركا (الاسم الشائع لـ آر-7 سيميوركا)
- صرب (SS-N-5) (لقب تعريف الناتو لـ R-21)
- صرب (SS-N-6) (لقب تعريف الناتو لـ R-27)
- شهاب-1
- شهاب-2
- شهاب 3
- شهاب 3
- شهاب-4
- شهاب-5
- شهاب-6
- Shaheen-I (صاروخ باليستي متوسط المدى (MRBM) باكستاني)
- Shaheen-II (صاروخ باليستي بين المتوسطة المدى (IRBM) باكستاني)
- Shaheen-III (صاروخ باليستي بين المتوسطة المدى (IRBM) باكستاني)
- شافيت (Space launcher)
- شكفال (شكفال)
- شوريا (صاروخ) (الهند)
- آر-5 ببيدا (لقب تعريف الناتو لـ R-5)
- شقيق (SS-2) (لقب تعريف الناتو لـ R-2)
- منجل (توبول آر إس- 12 إم) (لقب تعريف الناتو لـ توبول آر إس- 12 إم)
- Silkworm missile subsonic cruise missile
- Sinner (SS-16) (لقب تعريف الناتو لـ RT-21 Temp 2S)
- Skean (SS-5) (لقب تعريف الناتو لـ R-14 Chusovaya)
- Sky Bow I (TK-1)  [لغات أخرى]‏ (SAM)
- Sky Bow II (TK-2)  [لغات أخرى]‏ (SAM)
- Sky Bow III (TK-3)  [لغات أخرى]‏ (SAM)
- Sky Spear (Short range SSBM)
- Sky Sword I (TC-1)  [لغات أخرى]‏ (جو-جو)
- Sky Sword II (TC-2)  [لغات أخرى]‏ (جو-جو)
- Skybolt ALBM
- SLAM
- إيه جي إم-84 إتش
- SM-62 Snark
- SM-73 Goose  [لغات أخرى]‏ (decoy cruise missile)
- SM-74 (proposed decoy cruise missile)
- Sotka (الاسم الشائع لـ MR-UR-100 Sotka)
- Spanker (SS-17) (لقب تعريف الناتو لـ MR-UR-100 Sotka)
- Spartan LIM-49A ABM
- عنكبوت (SS-23) (لقب تعريف الناتو لـ R-400 Oka)
- سبايك (صاروخ) (Anti-tank)
- Sprint ABM
- SS-1 Scunner (لقب تعريف الناتو لـ R-1)
- سكود (لقب تعريف الناتو لـ R-11 Zemlya)
- سكود (لقب تعريف الناتو لـ سكود)
- SS-2 Sibling (لقب تعريف الناتو لـ R-2)
- SS-3 Shyster (لقب تعريف الناتو لـ R-5)
- SS-4 Sandal (لقب تعريف الناتو لـ R-12 Dvina)
- SS-5 Skean (لقب تعريف الناتو لـ R-14 Chusovaya)
- آر-7 سيميوركا (لقب تعريف الناتو لـ آر-7 سيميوركا)
- SS-7 Saddler (لقب تعريف الناتو لـ R-16 rocket)
- SS-8 Sasin (لقب تعريف الناتو لـ R-9 Desna, also mistakenly applied to the R-26)
- SS-9 Scarp (لقب تعريف الناتو لـ R-36)
- SS.10 surface-to-surface missile (فرنسا)
- إس إس 1.1 surface-to-surface / air-to-surface missile (فرنسا)
- SS.12 surface-to-surface missile (فرنسا)
- SS-11 Sego (لقب تعريف الناتو لـ UR-100)
- SS-12 surface-to-surface missile (فرنسا)
- SS-12 Scaleboard (لقب تعريف الناتو لـ TR-1 Temp)
- SS-13 Savage (لقب تعريف الناتو لـ RT-2)
- SS-14 Scamp (لقب تعريف الناتو لـ RT-15)
- SS-15 Scrooge (لقب تعريف الناتو لـ RT-20)
- SS-16 Sinner (لقب تعريف الناتو لـ RT-21 Temp 2S)
- SS-17 Spanker (لقب تعريف الناتو لـ MR-UR-100)
- SS-18 Satan (لقب تعريف الناتو لـ R-36M)
- SS-19 Stiletto (لقب تعريف الناتو لـ UR-100N)
- SS-20 Saber (لقب تعريف الناتو لـ RT-21M)
- أو تي آر-21 توشكا (لقب تعريف الناتو لـ أو تي آر-21 توشكا)
- SS-22 Scaleboard (لقب تعريف الناتو لـ TR-1 Temp modified versions)
- SS-23 Spider (لقب تعريف الناتو لـ R-400 Oka)
- SS-24 Scalpel (لقب تعريف الناتو لـ RT-23 Molodets)
- توبول آر إس- 12 إم (لقب تعريف الناتو لـ توبول آر إس- 12 إم)
- توبول إم (لقب تعريف الناتو لـ توبول إم)
- SS-1000 (Brazil, retired)
- SSM-N-2 Triton (never built)
- SS-N-2 Styx
- SS-N-4 Sark (لقب تعريف الناتو لـ R-13)
- SS-N-5 Serb (لقب تعريف الناتو لـ R-21)
- SS-N-6 Serb (لقب تعريف الناتو لـ R-27)
- SS-N-12 Sandbox  [لغات أخرى]‏
- SS-N-15 Starfish
- SS-N-16 Stallion
- SS-N-17
- SS-N-19 Shipwreck
- SS-N-20
- SS-N-22 Sunburn
- 3أم-54 كاليبر (لقب تعريف الناتو لـ 3أم-54 كاليبر)
- SS-X-10 Scrag (لقب تعريف الناتو لـ Global Rocket 1 وUR-200)
- SSM-A-23 Dart
- Standoff Land Attack Missile
- ستار ستريك
- خنيجر (SS-19) (لقب تعريف الناتو لـ UR-100N)
- ستورم شادو
- Strela-1 (SA-9 Gaskin)
- ستريلا-2 (SA-7/SA-N-5 Grail)
- Super 530 جو-جو
- سوينق فاير أرض -أرض، مضادة للدبابات

### T
- Taimur (missile) (صاروخ باكستاني باليستي عابر للقارات (ICBM))
- Taurus missile
- ثاد (دفاع جوي)
- Terne ASW
- Temp (الاسم الشائع لـ TR-1 Temp)
- Temp 2S (الاسم الشائع لـ RT-21 Temp 2S)
- Thunderbird (صاروخ أرض-جو لاستخدام الجيش البريطاني، التي بنتها إنجلش إلكتريك)
- Tippu missile (باكستاني IRBM)
- Topol (الاسم الشائع لـ توبول آر إس- 12 إم وتوبول إم)
- TOROS missile
- TR-1 Temp صاروخ مسرح حرب باليستي (روسيا؛ الحرب الباردة) (SS-12 / SS-22 Scaleboard)
- Trigat
- Trishul missile (صاروخ أرض-جو هندي)

### U
- يو جي إم-27 بولاريس
- يو جي إم-73 بوسيدون
- يو جي إم -89 بيرسيوس
- يو جي إم-96 ترايدنت 1
- يو جي إم-133 ترايدنت 2
- اومكونتو (صاروخ)
- UMTAS
- UR-100 صاروخ باليستي عابر للقارات (روسيا؛ الحرب الباردة) (لقب تعريف الناتو SS-11 Sego)
- UR-100MR (common alternate designation for the MR-UR-100 Sotka)
- UR-100N صاروخ باليستي عابر للقارات (روسيا؛ الحرب الباردة) (لقب تعريف الناتو SS-19 Stiletto)
- UR-200 صاروخ باليستي عابر للقارات (روسيا؛ الحرب الباردة) (لقب تعريف الناتو SS-X-10 Scrag)
- Chusovaya (الاسم الشائع لـ R-14 Chusovaya)
- UUM-44 Subroc
- UUM-125 Sea Lance

### V
- في-1
- فاو-2
- فويفودا  [لغات أخرى]‏ (الاسم الشائع لـ R-36M2)

### W
- فاسيرفال

### X
- X-4 missile

### Y
- Yun Feng

## وصلات خارجية
- Federation of American Scientists (FAS) Missile directory
- Missile.index – Based on Shinkigensha Co.Ltd's "Illustrated Encyclopedia of the World's Missile Systems"; ill. by Hitoshi Kitamura
- Directory of U.S. Military Rockets and Missiles – By Andreas Parsch
  - Meaning of the code letters
- Indian Missiles